# Koncert (Kárpátia-album)
A Koncert a magyar Kárpátia zenekar 2022. január 25-én megjelent, 48 dalt tartalmazó dupla CD-s válogatásalbuma. A lemezen szereplő dalokat 2013, 2016, 2018 és 2021-ben rögzített anyagokból válogatták össze.

## Dallista
CD A
1. Magyarország katonái
2. Mesélj még nekem
3. Ébredj magyar!
4. Neveket akarok hallani
5. Otthon vagyok
6. Örökségem
7. Felvidék induló
8. Egy az Isten, egy a Nemzet
9. Kuruc-Labanc
10. Vallomás
11. Egy szökött hadifogoly éneke
12. Igazán szeretni
13. Egy gúnyám, egy csizmám
14. Vén bolond
15. Erdély szabad
16. Jászkunsági gyerek vagyok
17. Veterán
18. Góg és Magóg
19. Tábori posta
20. Kisarjadt vér
21. Turul
22. Kárpátok zengjetek
23. Ugye gondolsz néha rám

CD B
1. Légiós dal
2. Palócok
3. Egyenes gerinccel
4. Jó lenne
5. Rozsda ette penge
6. Csak egy nap az élet fiúk
7. Busó rege
8. Keleti Kárpátok
9. Pálinka
10. Segíts emlékeznem
11. Huszár
12. Délvidéki szél
13. Piszkos Fred
14. Eltéphetetlen kötél
15. Határvadász induló
16. Magyar ének
17. Lóra termett
18. Kivéreztetett
19. Testünk feszülő íj
20. Ott, ahol zúg az a négy folyó
21. Hintaló
22. Kontárdal
23. Magyarnak születtem
24. Hol vagytok székelyek
25. Tartsd szárazon a puskaport

## Dalokon közreműködtek
- Petrás János - Basszusgitár- Ének
- Bankó Attila – Dob
- Galántai Gábor – Billentyű
- Bene Beáta – Furulya
- Bäck Zoltán – Gitár
- Szijártó Zsolt – Gitár
- Egedy Piroska – Cselló

Közreműködött:
- Csiszér Levente – Gitár – Tábori posta
- Alapi István – Gitár – Lóra termett
- Katona FŐNÖK László – Ének – Busó rege
- Borsiczky Fanni – Ének – Piszkos Fred